# Oria (vattendrag)
Oria (baskiska: Oria ibaia) är ett vattendrag i Spanien.   Det ligger i provinsen Gipuzkoa och regionen Baskien, i den norra delen av landet, 300 km norr om huvudstaden Madrid.